# サミュエル・プレスコット・ブッシュ
サミュエル・プレスコット・ブッシュ（Samuel Prescott Bush、1863年10月4日 - 1948年2月8日）は、アメリカの実業家。ブッシュ家当主で、孫に第41代アメリカ合衆国大統領ジョージ・H・W・ブッシュ、曾孫に第43代大統領ジョージ・W・ブッシュがいる。

## 略歴
ニュージャージー州イーストオレンジで、ハリエット・フェイとジェームズ・スミス・ブッシュの息子として生まれた。ニュージャージー州、サンフランシスコやスタテン島で育ち、成人後の人生の大半をコロンバスで過ごした。1894年6月20日にフローラ・シェルドンと結婚した。5人の子供、プレスコット、ロバート（夭折）、メアリー（フランク夫人）、マーガレット（ステュアート夫人）、ジェームズがいた。
妻フローラは、ナラガンセットで1920年9月4日に車にはねられ死亡した。後にサミュエルはミルウォーキーのマーサ・ベル・カーターと結婚した。

## 経歴
1884年にホーボーケンのスティーブンス工科大学を卒業した。大学ではカレッジフットボールをしていた。ローガンズポートのピッツバーグ・ シンシナティ・シカゴ・アンド・セントルイス鉄道の工場の見習いとなり、デニソンとコロンバスに異動し、1891年に熟練工、1894年に動力車管理者となった。1899年、ミルウォーキー鉄道の動力車管理者になるため、ミルウォーキーへ引っ越した。
1901年、Buckeye Steel Castingsのゼネラルマネージャーとなるべくコロンバスに戻った。この会社は石油王ジョン・ロックフェラーの弟フランク・ロックフェラーが経営し、顧客としてエドワード・ヘンリー・ハリマンの鉄道などがいた。ブッシュ家とハリマン家は少なくとも第二次世界大戦終了まで密接な関係にあった。1908年にロックフェラーが引退し、ブッシュが社長となって1927年まで務め、当時のトップ実業家の一人となった。
ブッシュはまた、Ohio Manufacturers Associationの初代会長、、Columbus Academyの共同設立者となった。

## 政治の世界へ
1918年春、銀行家バーナード・バルークはアメリカが第一次世界大戦に参戦する準備として戦時産業局の再編成を依頼され、重要ポストに数人の著名な実業家を任命した。ブッシュは兵器、小型武器、弾薬部門の責任者となり、軍需産業の支援を担当した。
ブッシュはまた、クリーブランド連邦準備銀行やHuntington Bancshares Inc.の委員を務めた。1931年には、ハーバート・フーヴァー大統領の失業救済委員会の委員に任命された。かつて、復興金融公庫の委員を務めるよう推薦されていたが、フーバーはブッシュが全国的知名度が十分あると感じていなかった。

## 死
ブッシュはコロンバスで1948年2月8日に84歳で死亡した。コロンバスのGreen Lawn Cemetery, Columbus, Ohioに埋葬された。